# Rousínov
Rousínov (niem. Raussnitz) − miasto w Czechach, w kraju południowomorawskim.
Według danych z 31 grudnia 2003 powierzchnia miasta wynosiła 2 305 ha, a liczba jego mieszkańców 5 016 osób.

## Demografia
| Rok             | 1970  | 1980  | 1991  | 2001  | 2003  |
| --------------- | ----- | ----- | ----- | ----- | ----- |
| Liczba ludności | 4 767 | 5 081 | 4 910 | 4 922 | 5 016 |

Źródło: Czeski Urząd Statystyczny